# Norska kolonier
Norges första utomeuropeiska koloni var Grönland som efter Vikingatidens landnam lades under den norska kronan 1261. Mellan 1369 och 1409 upphörde kontakten med kolonin.
1262 tog Norge över Island som dittills varit självständigt. Det blev då en norsk koloni, tills 1500-talet då Norge formellt blev en del av Danmark och därmed blev alla norska kolonier danska.
Färöarna och Shetlandsöarna har också varit norska kolonier.
1931 försökte Norge etablera en ny besittning i Österbygden på Grönland (av Norge kallat Eirik Raudes land efter vikingen Erik Röde, av Danmark kallat Kong Christian X:s land) och ockuperade området. Internationella domstolen i Haag dömde 1933 till Danmarks förmån.

## Nuvarande kolonier
En koloni kan definieras som ett område som hör till ett land, men som inte är en riktig del av det, men som inte heller har inre självstyre. Historiskt brukade kolonier ha särskilda lagar som bestämdes av kolonimakten och som gav svagt lokalt styre utan snarast direkt styre från kolonialmaktens sida.
Svalbard är ett område som är en del av Norge, men som inte tillhör något av fylkena, och som styrs direkt av staten via en särskild statlig guvernör, kallad sysselman. Svalbard lyder under norsk lag, men även ett särskilt internationellt fördrag, Svalbardfördraget, vilket ger särskilda regler, bland annat lägre skatt.
Jan Mayen är ett område som är en del av Norge, men som inte heller tillhör något av fylkena. Det styrs enligt normala norska lagar. Det är inte permanent bebott, endast av personal bland annat för en väderstation, som bor där en begränsad tid. Det finns därför inte förutsättningar för att vara en kommun.
Norska Antarktis är samlingsnamnet för de norska biländerna på Antarktis och i Sydatlanten. Norge gör anspråk på dessa men de är inte en del av det egentliga landet och har inte lokal demokrati. De är obebodda förutom tillfälliga besökare, så det är naturligt att det inte finns lokalt självstyre.